# Oenanthe thracica
Oenanthe thracica är en flockblommig växtart som beskrevs av August Heinrich Rudolf Grisebach. Oenanthe thracica ingår i släktet stäkror, och familjen flockblommiga växter. Inga underarter finns listade i Catalogue of Life.